# Gymnote
Gymnote ist die französische Bezeichnung für eine Familie der Neuwelt-Messerfische. Die „elektrischen Fische“ waren der Namensgeber zweier Versuchs-U-Boote der französischen Marine:
- Gymnote (U-Boot, 1888), (Kennung: Q 1): war neben der spanischen Isaac Peral eines der ersten elektrisch angetriebenen U-Boote der Welt. Sie lief 1888 vom Stapel und wurde 1908 aus dem Register gestrichen.
- Gymnote (U-Boot, 1966), (Kennung: S 655): ein diesel- und elektrisch angetriebenes sowie mit Atomraketen bewaffnetes Versuchs-U-Boot, das zwischen 1966 und 1986 eingesetzt wurde.